# Одно целое
«Одно целое» (англ. Together) — австралийско-американский боди-хоррор о сверхъестественном, представленный в 2025 году режиссёром Майклом Шэнксом. Реально живущие в браке актёры Элисон Бри и Дэйв Франко сыграли супружескую пару, которая переезжает за город, где сталкивается с таинственной силой, вызывающей ужасающие изменения в их телах.
Премьера фильма состоялась 26 января 2025 года на кинофестивале «Сандэнс». В прокат в США фильм вышел 30 июля 2025 года, в Австралии и России — 31 июля того же года. Картина получила положительные отзывы критиков.

## В ролях
- Элисон Бри — Милли
- Дэйв Франко — Тим
- Дэймон Херриман — Джейми
- Миа Моррисси[4]
- Джек Кенни — Люк[4]
- Санни С. Вали[4]
- Карл Ричмонд — Джорди[4]
- Чарли Лис — мужчина № 1
- Эм Джей Дорнинг — мужчина № 2
- Том Консидайн — мистер Уилсон
- Мелани Бедди — миссис Уилсон
- Сара Лэнг — Кери
- Роб Браун — Чаплин

## Производство
В феврале 2024 года Дэйв Франко и Элисон Бри возглавили актёрский состав, а в режиссёрские обязанности вступил Майкл Шэнкс. Производством и финансированием фильма занимались компании 30West, Tango Entertainment и Picturestart.

## Релиз

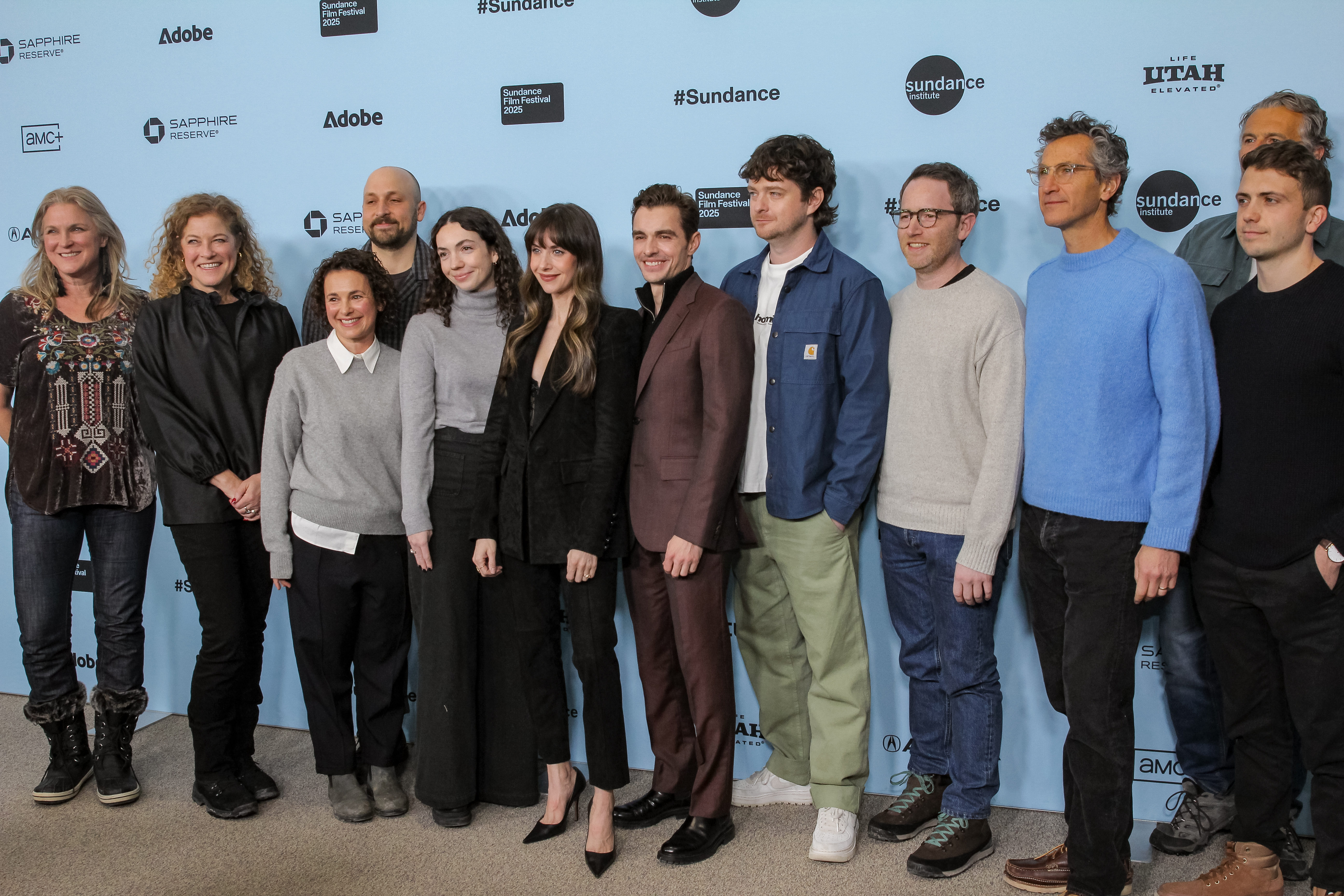
Актёрский состав и съёмочная группа фильма на кинофестивале «Сандэнс» в 2025 году

Премьера фильма состоялась 26 января 2025 года в секции «Полночь» кинофестиваля «Сандэнс»-2025. Положительные оценки после премьеры вызвали большой интерес среди крупных кинокомпаний, включая A24, Neon, Apple TV+, Focus Features, Searchlight Pictures, Mubi и Amazon MGM Studios. Впоследствии права на дистрибуцию пробрела за 17 миллионов долларов компания Neon, что стало первой крупной сделкой на кинофестивале «Сандэнс» в 2025 году, и назначила кинотеатральный релиз в США на 1 августа 2025 года. Позже выход был перенесён на два дня раньше — 30 июля. В Австралии фильм выпустит студия Kismet Movies на следующий день, 31 июля, в России — компания «Вольга», так же 31 июля.

## Оценки
По данным агрегатора рецензий Rotten Tomatoes, 90 % из 172 отзывов критиков были положительными. Metacritic присвоил фильму 75 баллов из 100, основываясь на мнениях 35 критиков, что соответствует «в целом благоприятным» отзывам.